# Trypocopris fulgidus
Trypocopris fulgidus is een keversoort uit de familie mesttorren (Geotrupidae). De wetenschappelijke naam van de soort werd in 1845 gepubliceerd door Victor Ivanovitsch Motschulsky.